# Ning Zetao
Ning Zetao (en chino: 宁泽涛) (Zhengzhou, 6 de marzo de 1993) es un exnadador y militar chino especializado en pruebas de estilo libre corta distancia, donde consiguió ser campeón mundial en 2015 en los 100 metros. Es militar con rango de teniente en la Armada del Ejército Popular de Liberación.

## Carrera deportiva
En el Campeonato Mundial de Natación de 2015 celebrado en Budapest ganó la medalla de oro en los 100 metros estilo libre, con un tiempo de 47.84 segundos, por delante del australiano Cameron McEvoy y del argentino Federico Grabich (bronce con 48.12 segundos).